# 呋喃唑酮
呋喃唑酮（Furazolidone，曾用名称：痢特灵、硝基呋喃）是一种硝基呋喃类抗生素，可用于治疗细菌和原虫引起的痢疾、肠炎、胃溃疡等胃肠道疾患。呋喃唑酮为广谱抗菌药，对常见的革兰氏阴性菌和阳性菌有抑制作用。
罗伯特实验室（Roberts Laboratories）使用Furoxone作为其商品名，而葛兰素史克则使用Dependal-M。
呋喃唑酮可以制成液态制剂用于治疗小儿急性腹泻。呋喃唑酮也可用于治疗旅行者腹泻、霍乱及沙门氏菌病。

## 药物动力学
呋喃唑酮口服吸收率低，通过血液循环主要停留在肠道内。但该药物对肝、肾刺激大、易充血及发生体内糖代谢及神经病变作用，并可在体内残留。罗玉双等人（2006）报道了多次口灌呋喃唑酮在草鱼体内的消除与残留研究，发现呋喃唑酮在草鱼体内主要分布在肾脏和肝脏，药物在血浆、肌肉、肝脏、肾脏中消除时间分别为72小时、15天、20天、20天。

## 副作用
过量使用呋喃唑酮可能会导致胃肠道反应（如恶心、呕吐、厌食、腹泻，一般反应较轻）；溶血性贫血、皮疹、药热等过敏反应；多发性神经炎；新生儿和G-6-PH缺乏可致溶血性贫血。
若超量或长期连续用药，可引起动物中毒，严重会导致动物死亡。雏鸡和雏鸭对硝基呋喃类特别敏感，中毒后出现呆滞、羽毛蓬松、厌食、食羽，严重者惊厥而死。家畜中以犊牛对硝基呋喃类最为敏感。
研究也表明，长时间或高剂量服用呋喃唑酮对动物的肝、肾、心脏、下丘脑及生殖系统等都有不同程度的毒副作用。

## 主要用途

### 兽药使用
- 作为兽药使用时，呋喃唑酮对防治某些原虫病、水霉病、细菌性烂鳃、赤皮病、出血病等有良好药效。
- 在养殖业中，呋喃唑酮可用于治疗畜禽肠道感染，如仔猪黄、白痢。
- 在养殖业中，一些商人會在蝦子添加硝基呋喃，使運送過程中不會太快陣亡。
- 在水产业中，呋喃唑酮对鲑亚目感染脑粘体虫有一定疗效。

### 戒癮治疗
有研究发现呋喃唑酮可用于酒依赖的戒断治疗。机制可能是使饮酒成为一种惩罚性体验，即厌恶疗法。但效果不如文拉法辛，不良反应也高于文拉法辛。

## 禁用地區
多數國家都列為管制性藥品，禁止用於農漁水產等產品、不得成為食品添加物。
1. 中华人民共和国农业部将呋喃唑酮列为禁止使用的药物，不得在动物性食品中检出[12]。
2. 美國FDA也于2002年禁止使用硝基呋喃类（包括呋喃唑酮）在动物性食品中的使用[13]。

## 違規使用
- 2011年4月7日，新北市衛生局突擊稽查釣蝦場，釣蝦場的蝦容易細菌感染，添加抗菌藥，「硝基呋喃」治療能讓蝦活跳跳，但會致癌，海產動物通通禁用，致癌蝦會要人命。新北市衛生局7日突擊板橋兩間被檢舉驗出「硝基呋喃」的釣蝦場，把蝦子裝袋採樣帶回化驗，要追查是釣蝦場加料還是源頭供貨養殖場動手腳，如果是養殖場出問題，可就嚴重了[14]。
- 2014年8月14日，新北市衛生局抽驗市售鮑魚，在20件樣品中查出兩件違規，有名的淡水海中天餐廳，與蘆洲富基海鮮餐廳的鮑魚，都含有硝基呋喃類代謝物[15]。